# Zagorje ob Savi
Zagorje ob Savi je město a správní středisko stejnojmenné občiny ve Slovinsku v Zasávském regionu. Nachází se u řeky Sávy, asi 7 km západně od Trbovlje a asi 46 km severovýchodně od Lublaně. V roce 2019 zde trvale žilo 6 049 obyvatel.
Městem procházejí silnice 108, 221 a 222. Sousedními městy jsou Litija a Trbovlje.

## Partnerská města
- Havířov, Česko
- Omiš, Chorvatsko
- Stari Grad, Chorvatsko
- Aleksinac, Srbsko
- Kemnath, Německo